# Pieris pseudorapae
Pieris pseudorapae — редкий локальный вид бабочки белянки, напоминающий Pieris napi и Pieris rapae. Обитает в ограниченной области в Ваде на высотах от 1100 до 1650 метров над уровнем моря в горах Хермон. Бабочки этого вида летают с апреля по октябрь, в нескольких поколениях. Пик активности приходится на период с мая до августа.
Самки особенно редки и встреча с ними считается большой удачей. Самцы бабочки летают вдоль горных вади в поисках самок бок о бок с Pieris rapae.
Данный вид является чрезвычайно редким, а его экологические особенности и поведение еще недостаточно изучены. Pieris pseudorapae существует в ограниченных местах и требует охраны из-за своей уязвимости.